# Muntanyes Kaçkar

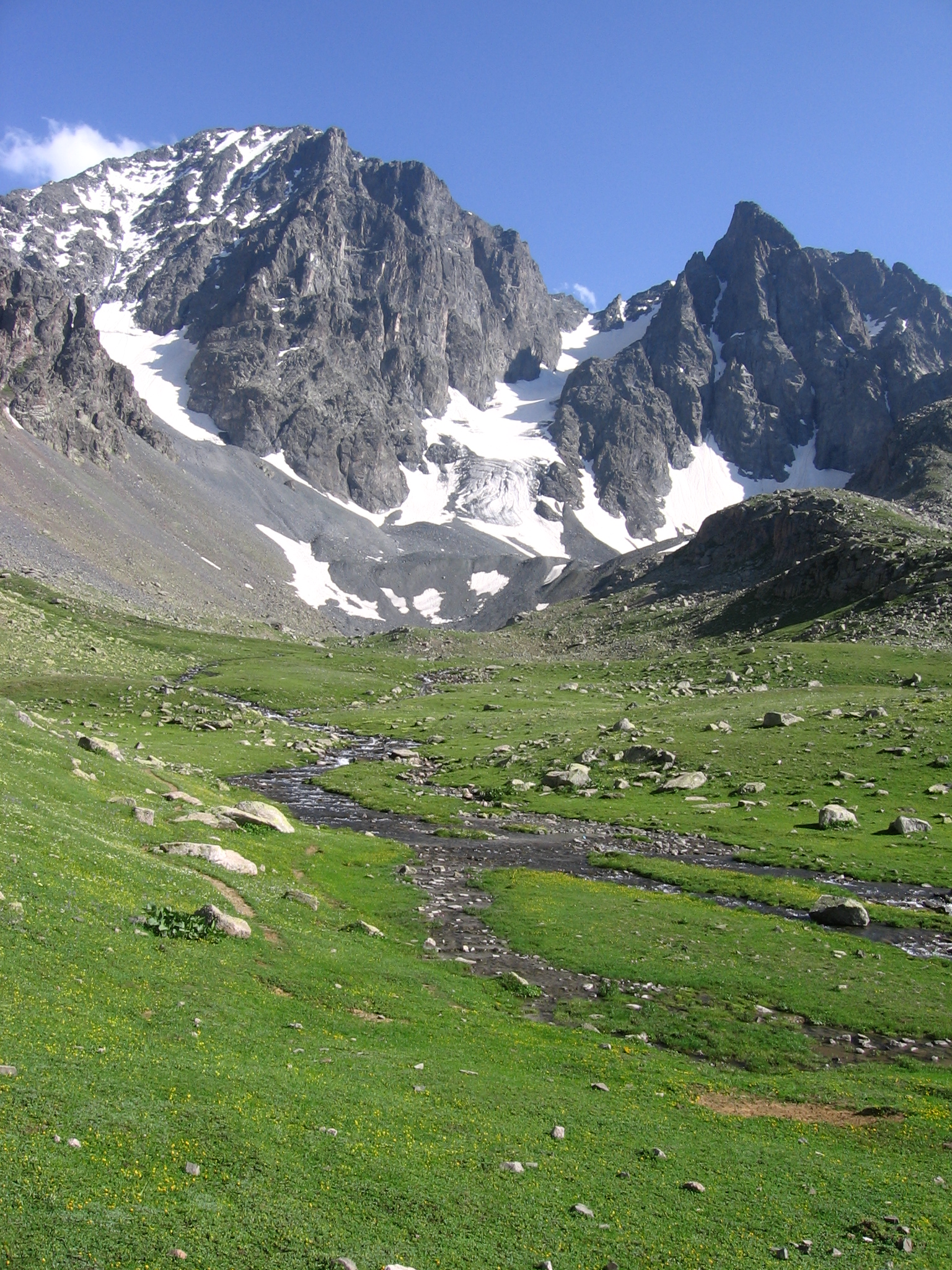
El cim més alt, Kaçkar Dağı des de Mezovit Çayiri

Les Muntanyes Kaçkar (en turc: Kaçkar Dağları o senzillament Kaçkars (en turc: Kaçkarlar) són una serralada de muntanyes que s'alcen a la vora de la mar Negra al sud de Turquia.
El seu cim més alt, el Kaçkar Dağı, fa 3.937 m d'alt i la plana del voltant fa 3.000 m d'alt a la zona de les Muntanyes Pòntiques. La zona dels Kaçkars va ser declarada Parc Nacional el 1994 .

## Geografia i etimologia

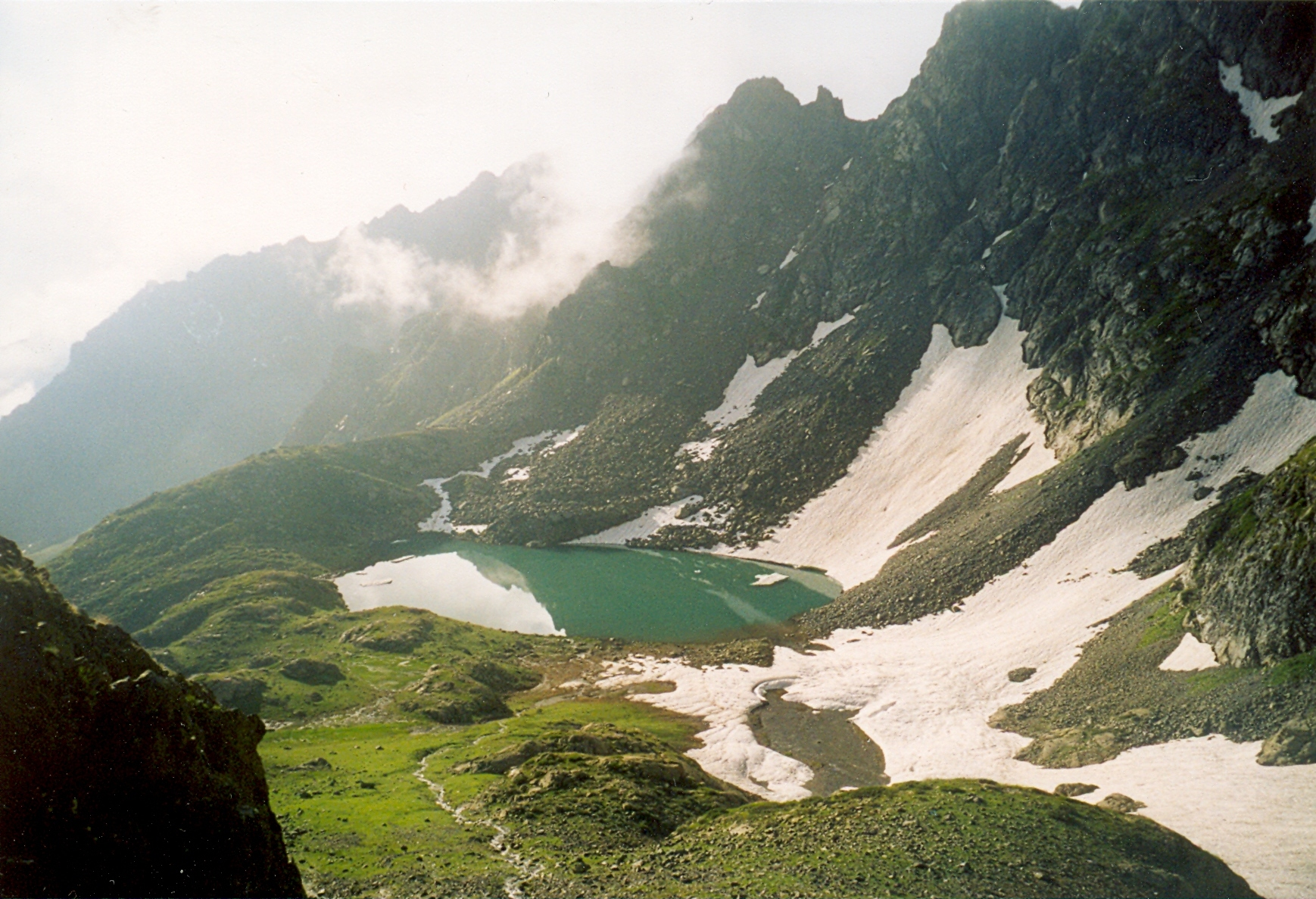
Libler Gölü vist des de Kırmızı Gedik.

El nom Kaçkar (prové de l'armeni khatxkar (Խաչքար) literalment significa "creu de pedra")
Per la part sud i est les muntanyes Kaçkar limten amb la vall del riu Çoruh; i al nord amb el litoral de la Mar Negra.

### Grups principals de muntanyes

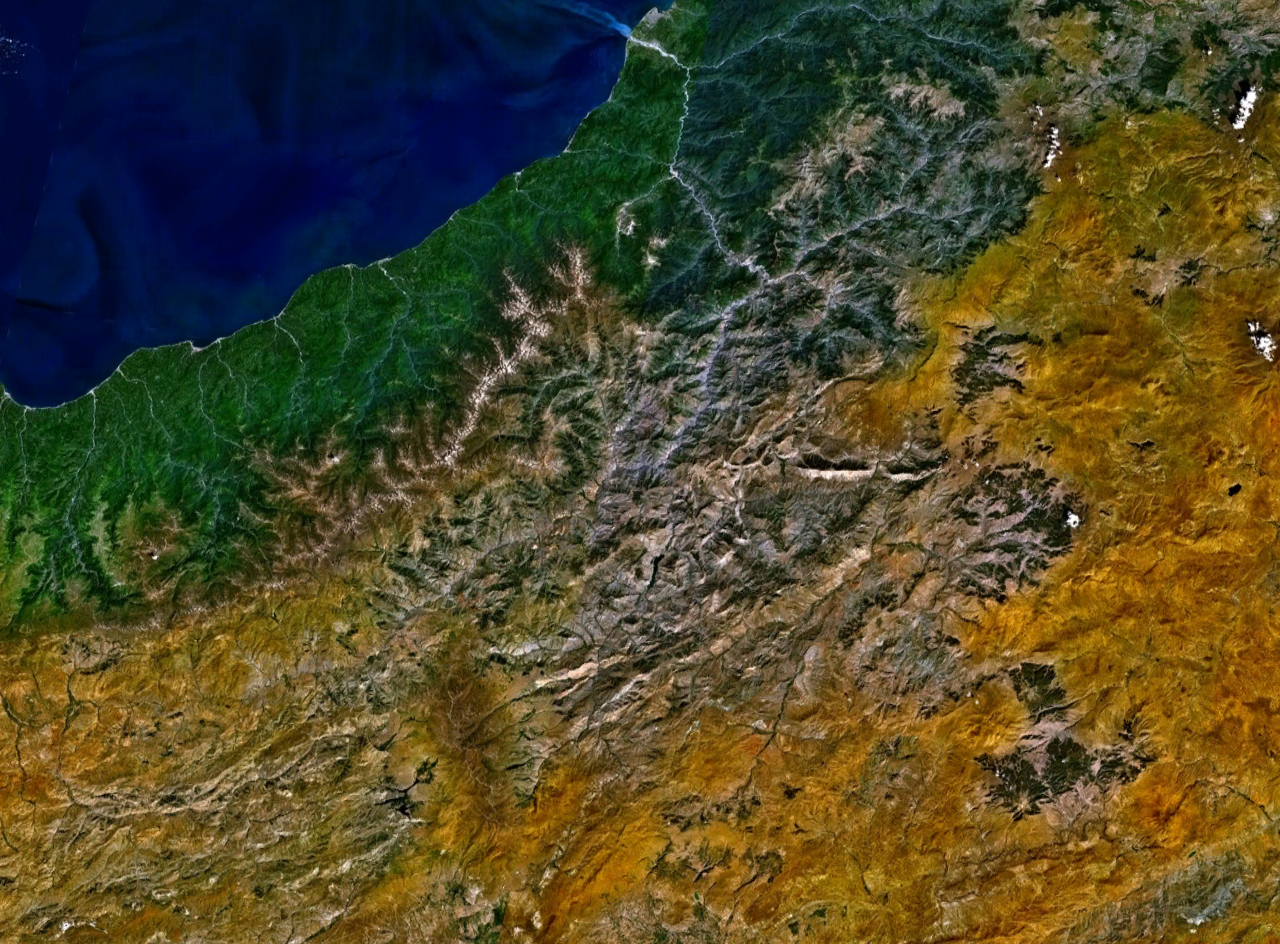
Imatge per satèl·lit de Kaçkar

- Grup Altıparmak
- Grup Kavron (o Kaçkar-Kavron)
- Grup Verçenik

## Trekking
Les Kackar són un dels millors llocs per a fer trekking de Turquia. Els Kackars tenen dues rutes principals, la primera des de la Mar Negra que és fàcil i la segona des de Coruh més difícil i perillosa.
Les Kackar són fredes i presenten glaceres i calen piolets i crampons. La millor època pel trekking és entre juny i setembre.